# تشو دان
تشو دان (بالصينية: 周丹) هو محامي صيني، ولد في يناير 1974 في الصين.